# Liste deutscher Forschungsschiffe

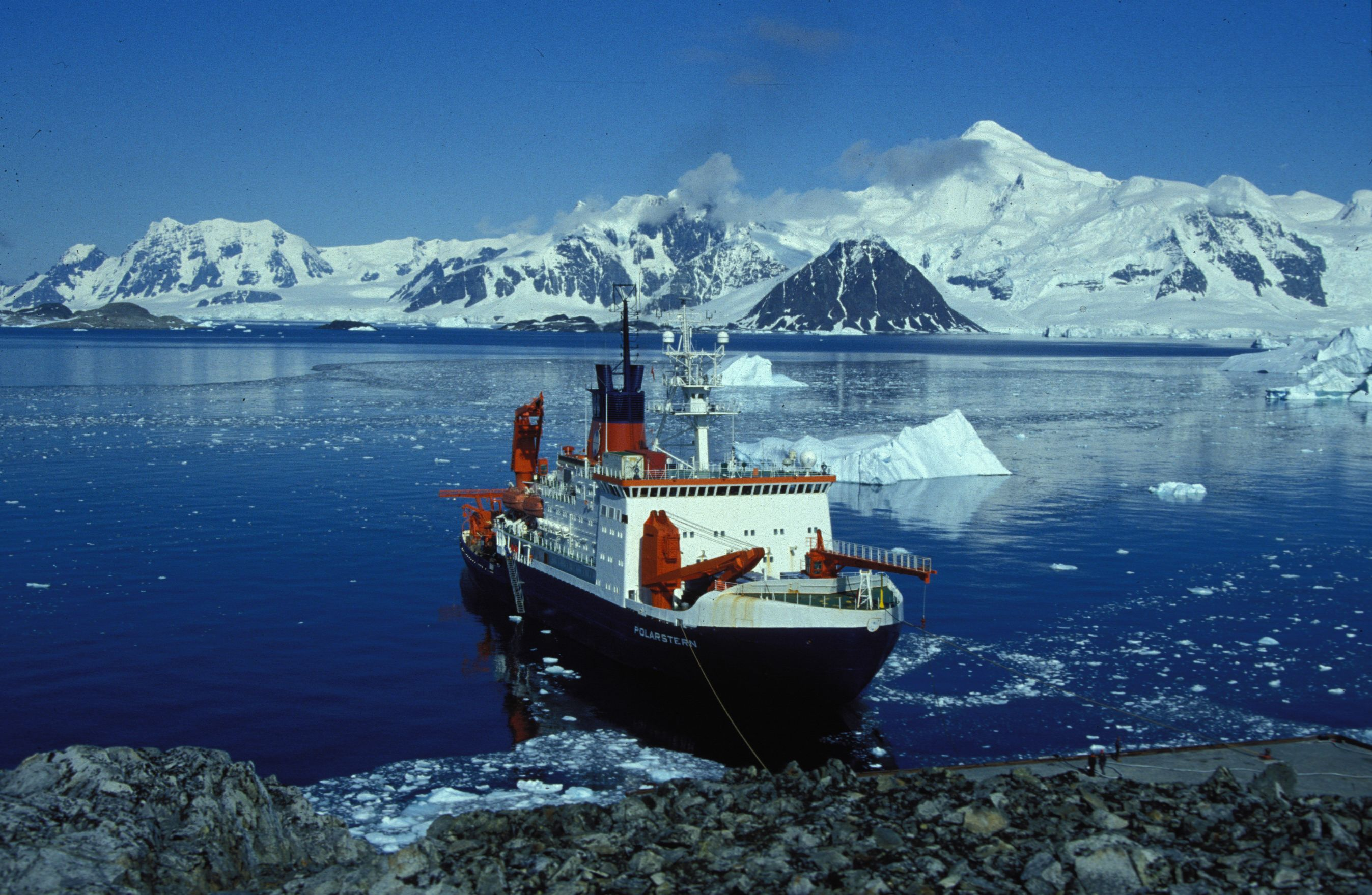
Polarforschungsschiff Polarstern am Anleger der britischen Station Rothera an der Antarktischen Halbinsel

Deutsche Forschungsschiffe übernehmen vielfältige Forschungsaufgaben auf den Meeren. Sie stellen wissenschaftliche Labore auf dem Wasser dar. Viele Prozesse in den Ozeanen lassen sich nur von Schiffen aus erforschen und dokumentieren. Die Schiffe übernehmen Aufgaben in verschiedenen Disziplinen:
Arktis-, Antarktis-, Eis- und Polarforschung, Geologie, Meeresströmungen, Meteorologie, Schiffbau, Fischfang, Meeresbiologie und Unterwasserarchäologie.
Die Schiffe werden von Forschungseinrichtungen, Universitäten oder Behörden betrieben. Die größten wissenschaftlichen Institutionen, die aktive Schiffe betreiben, sind im Konsortium Deutsche Meeresforschung (KDM) zusammengeschlossen und betreiben ihre Schiffe als eine Flotte.
| Schiff                                               | Stapellauf   | BRZ          | Besatzung                                   | Betreiber und Heimathafen                                            | Aufgabenbereich                                       | Foto |  |
| ---------------------------------------------------- | ------------ | ------------ | ------------------------------------------- | -------------------------------------------------------------------- | ----------------------------------------------------- | ---- |  |
| Atair                                                | 2019         | 3134         | 18 + 15 Wissenschaftler                     | BSH Hamburg                                                          | Vermessungs-, Wracksuch- und Forschungsschiffe (VWFS) |      |  |
| Atair, 2020 außer Dienst gestellt                    | 1987         | 950          | 16 + 7 Wissenschaftler                      | BSH Hamburg                                                          | Vermessungs-, Wracksuch- und Forschungsschiffe (VWFS) |      |  |
| Deneb                                                | 1994         | 969          | 16 + 7 Wissenschaftler                      | BSH Rostock                                                          | Vermessungs-, Wracksuch- und Forschungsschiffe (VWFS) |      |  |
| Wega                                                 | 1990         | 969          | 16 + 7 Wissenschaftler                      | BSH Hamburg                                                          | Vermessungs-, Wracksuch- und Forschungsschiffe (VWFS) |      |  |
| Capella                                              | 2003         | 552          | 9 + 2 Wissenschaftler                       | BSH Rostock                                                          | Vermessungsschiff                                     |      |  |
| Elisabeth Mann Borgese                               | 1986         | 899          | 11 + 12 Wissenschaftler                     | IOW Warnemünde (KDM)                                                 | Forschungsschiff                                      |      |  |
| Komet                                                | 1998         | 1482         | 18 + 6 Wissenschaftler                      | BSH Hamburg                                                          | Vermessungsschiff                                     |      |  |
| Poseidon, 2020 außer Dienst gestellt                 | 1976         | 1105         | 15 + 11 Wissenschaftler                     | GEOMAR (KDM) Kiel                                                    | Forschungsschiff                                      |      |  |
| Polarfuchs                                           | 1982         | 25           | 2 + 6 Wissenschaftler                       | GEOMAR (KDM)                                                         | Forschungsboot, ehemals Beiboot der Polarstern        |      |  |
| Alkor                                                | 1989         | 1322         | 10 + 12 Wissenschaftler                     | GEOMAR (KDM) Kiel                                                    | Forschungsschiff                                      |      |  |
| Littorina                                            | 1975         | 185          | 5 + 6 Wissenschaftler (12 auf Tagesfahrten) | GEOMAR Kiel                                                          | Forschungskutter                                      |      |  |
| Jago                                                 | 1989         | 3 t Gewicht  | 1 + 1 Wissenschaftler                       | GEOMAR Kiel                                                          | Forschungs-U-Boot                                     |      |  |
| Heincke                                              | 1990         | 1.322        | 11 + 12 Wissenschaftler                     | AWI (KDM) Helgoland                                                  | Forschungsschiff                                      |      |  |
| Polarstern                                           | 1982         | 12614        | 44 + 70 Wissenschaftler                     | AWI (KDM) Bremerhaven                                                | Forschungsschiff                                      |      |  |
| Mya II                                               | 2013         | 75           | 2 + 3 Wissenschaftler (12 auf Tagesfahrten) | AWI Sylt                                                             | Forschungsschiff                                      |      |  |
| Uthörn, 2022 außer Dienst gestellt                   | 1982         | 274          | 5 + 2 (25 auf Tagesfahrten)                 | AWI (KDM) Helgoland                                                  | Forschungskutter                                      |      |  |
| Uthörn                                               | 2022         | 411          | 5 + 2 (25 auf Tagesfahrten)                 | AWI (KDM) Helgoland                                                  | Forschungskutter                                      |      |  |
| Maria S. Merian                                      | 2004         | 5573         | 22 + 23 Wissenschaftler                     | Leitstelle Deutsche Forschungsschiffe (UHH), Rostock                 | Forschungsschiff                                      |      |  |
| Meteor, 1985 außer Dienst gestellt                   | 1964         | 2615         | 55                                          | (DHI), Hamburg                                                       | Forschungsschiff                                      |      |  |
| Meteor                                               | 1985         | 4280         | 32 + 30 Wissenschaftler                     | Leitstelle Deutsche Forschungsschiffe (UHH), Hamburg                 | Forschungsschiff                                      |      |  |
| Meteor, im Bau                                       | 2026 geplant | ~ 10.000     | 36 + 35 Wissenschaftler                     |                                                                      | Forschungsschiff                                      |      |  |
| Senckenberg                                          | 1976         | 185          | 5 + 6 Wissenschaftler                       | Forschungsinstitut Senckenberg Wilhelmshaven                         | Forschungskutter                                      |      |  |
| Coriolis                                             | 2025         |              | 2 + 12 Wissenschaftler                      | HZG (KDM)                                                            |                                                       |      |  |
| Ludwig Prandtl                                       | 1983         | 181          | 2 + 10 Wissenschaftler                      | HZG (KDM)                                                            | Flachwasser-Forschungsschiff                          |      |  |
| Professor Albrecht Penck, 2011 außer Dienst gestellt | 1951         | 307          | 10 + 11 Wissenschaftler                     | IOW (KDM) Rostock                                                    | Forschungsschiff                                      |      |  |
| Sonne, 2016 außer Dienst gestellt                    | 1968         | 3516         | 25 + 25 Wissenschaftler                     | RF Forschungsschiffahrt GmbH (KDM) Bremen                            | Forschungsschiff                                      |      |  |
| Sonne                                                | 2014         | 8554         | 35 + 40                                     | Leitstelle Deutsche Forschungsschiffe (UHH), Wilhelmshaven           | Forschungsschiff                                      |      |  |
| Clupea, 2012 außer Dienst gestellt                   | 1949         | 39           | 4 + 4 Wissenschaftler                       | BLE / Thünen-Institut Rostock                                        | Fischereiforschungsschiff                             |      |  |
| Clupea                                               | 2011         | 241          |                                             | Thünen-Institut                                                      | Fischereiforschungsschiff                             |      |  |
| Solea                                                | 2003         | 638          | 14 + 7 Wissenschaftler                      | BLE / Thünen-Institut Cuxhaven                                       | Fischereiforschungsschiff                             |      |  |
| Walther Herwig III                                   | 1992         | 2131         | 21 + 12 Wissenschaftler                     | BLE / Thünen-Institut Bremerhaven                                    | Fischereiforschungsschiff                             |      |  |
| Haithabu                                             | 2014         | 469          | 4 + 8 Wissenschaftler                       | Land Schleswig-Holstein                                              | Mehrzweckschiff                                       |      |  |
| Südfall                                              | 1982         |              | 2 + 6 Wissenschaftler                       | Universität Kiel, Forschungs- und Technologiezentrum Westküste (FTZ) | Forschungskutter                                      |      |  |
| Eugen Seibold                                        | 2018         | 44 t Gewicht | 8, davon 4–6 Wissenschaftler                | Max-Planck-Institut für Chemie                                       | Hochseeforschungsyacht                                |      |  |